# Będlewo (Stęszew)

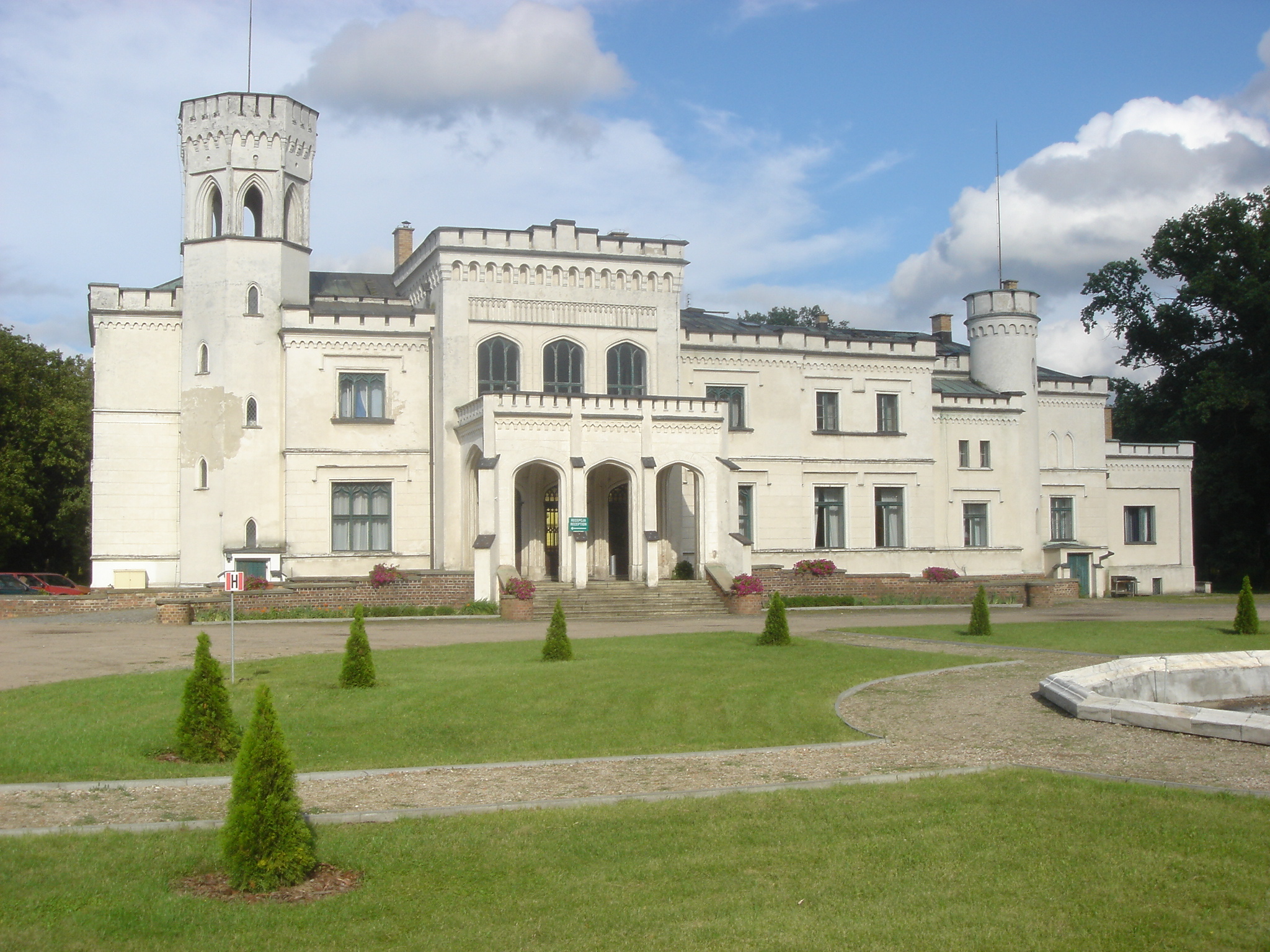
Palast Będlewo

Będlewo ist ein Dorf in der Wojewodschaft Großpolen im Powiat Poznański in der Gemeinde Stęszew. Der Ort liegt 4 km südlich von Stęszew, 24 km südwestlich von Posen und hat 439 Einwohner. Sehenswert in Będlewo ist ein durch Bolesław Potocki erbauter Palast, der z. Z. der Polnischen Akademie der Wissenschaften gehört. Es wurde hier ein Konferenz-Zentrum des Mathematischen Institutes eingerichtet.